# HD 93129A
HD 93129Aは、銀河系で最も光度が大きい恒星の1つである。非常に若いO型星で、地球から約7500光年離れた明るい星雲であるイータカリーナ星雲の中にある。同じ星雲の中には、りゅうこつ座η星等の別の大光度の恒星も存在する。
HD 93129Aの近傍には、同じように若いO3型超巨星のHD 93129Bがある。さらに、HD 93129A自身も近年、非常に高温のスペクトル型O3星との近接連星であることが明らかとなった。2つの恒星の正確な性質はまだ分かっていないが、明るさは0.9等級離れ、似たような質量を持つと計算されている。光度のデータは、2つの恒星を合わせたものしか得られていないが、主星の真の光度は、この値の半分より少し大きい程度だと考えられている。

## 関連文献
- Benaglia, P.; Koribalski, B. (2004). “Radio observations of HD 93129A: The earliest O star with the highest mass loss?”. Astronomy & Astrophysics 416 (1):  171?178. arXiv:astro-ph/0312003. Bibcode: 2004A&A...416..171B. doi:10.1051/0004-6361:20034138.